# Villers-sur-Trie
Villers-sur-Trie és un municipi francès, situat al departament de l'Oise i a la regió dels Alts de França. L'any 2007 tenia 349 habitants.

## Demografia

### Població
El 2007 la població de fet de Villers-sur-Trie era de 349 persones. Hi havia 128 famílies de les quals 20 eren unipersonals (12 homes vivint sols i 8 dones vivint soles), 48 parelles sense fills, 52 parelles amb fills i 8 famílies monoparentals amb fills.
La població ha evolucionat segons el següent gràfic:
Habitants censats

### Habitatges
El 2007 hi havia 144 habitatges, 125 eren l'habitatge principal de la família, 15 eren segones residències i 4 estaven desocupats. 141 eren cases i 1 era un apartament. Dels 125 habitatges principals, 119 estaven ocupats pels seus propietaris, 4 estaven llogats i ocupats pels llogaters i 2 estaven cedits a títol gratuït; 9 tenien dues cambres, 16 en tenien tres, 39 en tenien quatre i 61 en tenien cinc o més. 107 habitatges disposaven pel capbaix d'una plaça de pàrquing. A 40 habitatges hi havia un automòbil i a 82 n'hi havia dos o més.

### Piràmide de població
La piràmide de població per edats i sexe el 2009 era:
| Homes | Edats   | Dones |
| ----- | ------- | ----- |
| 0     | 95 o +  | 0     |
| 0     | 90 a 94 | 0     |
| 4     | 85 a 89 | 8     |
| 0     | 80 a 84 | 0     |
| 0     | 75 a 79 | 4     |
| 0     | 70 a 74 | 8     |
| 8     | 65 a 69 | 0     |
| 12    | 60 a 64 | 12    |
| 4     | 55 a 59 | 4     |
| 16    | 50 a 54 | 4     |
| 24    | 45 a 49 | 28    |
| 16    | 40 a 44 | 12    |
| 0     | 35 a 39 | 12    |
| 8     | 30 a 34 | 4     |
| 0     | 25 a 29 | 8     |
| 8     | 20 a 24 | 16    |
| 28    | 15 a 19 | 8     |
| 4     | 10 a 14 | 8     |
| 0     | 5 a 9   | 16    |
| 0     | 0 a 4   | 0     |

## Economia
El 2007 la població en edat de treballar era de 240 persones, 179 eren actives i 61 eren inactives. De les 179 persones actives 162 estaven ocupades (91 homes i 71 dones) i 17 estaven aturades (12 homes i 5 dones). De les 61 persones inactives 16 estaven jubilades, 25 estaven estudiant i 20 estaven classificades com a «altres inactius».

### Ingressos
El 2009 a Villers-sur-Trie hi havia 119 unitats fiscals que integraven 334 persones, la mediana anual d'ingressos fiscals per persona era de 20.598 €.

### Activitats econòmiques
Dels 11 establiments que hi havia el 2007, 1 era d'una empresa extractiva, 1 d'una empresa de construcció, 1 d'una empresa de comerç i reparació d'automòbils, 2 d'empreses d'hostatgeria i restauració, 1 d'una empresa d'informació i comunicació, 3 d'empreses de serveis, 1 d'una entitat de l'administració pública i 1 d'una empresa classificada com a «altres activitats de serveis».
Dels 2 establiments de servei als particulars que hi havia el 2009, 1 era una funerària i 1 lampisteria.

## Equipaments sanitaris i escolars
El 2009 hi havia una escola elemental integrada dins d'un grup escolar amb les comunes properes formant una escola dispersa.

## Poblacions més properes
El següent diagrama mostra les poblacions més properes.